# Musique des gardiens de la paix
La Musique des gardiens de la paix est un ensemble musical de la Préfecture de police de Paris, dépendant du service de la mémoire et des affaires culturelles.

## Histoire

### De l'Union musicale du7edistrictà la Musique des gardiens de la paix
C’est en 1919, à l’initiative du brigadier-secrétaire André Martin, qu’est créée sous une forme associative l’« Union musicale du 7e district », ancêtre de la Musique des gardiens de la paix. À cette époque, les musiciens sont recrutés parmi les effectifs des commissariats du XVIIIe et du XIXe arrondissement. Il s’agit d’une soixantaine de musiciens occasionnels qui doivent répéter en dehors des heures de service, avec de faibles moyens. Grâce à l’investissement personnel du brigadier Martin et l’appui des commissaires Challier et Metten, « l’Union musicale du 7e district » parvient néanmoins à gagner ses lettres de noblesse dans le monde de la musique, en particulier au sein de son administration. À cet égard, le concert du 25 novembre 1923, offert aux familles des gardiens de la paix, constitue un tournant, marqué par la présence du  Préfet de police, et une heureuse réception de la prestation. Ainsi, en novembre 1923, l’Union musicale de la Préfecture de police devient une formation reconnue. Néanmoins, une scission de l’harmonie intervient et débouche sur la création d’une nouvelle association dirigée par Jules Bleu : l’Union musicale et chorale de la Préfecture de police, qui voit le jour en novembre 1925. 
C’est à la faveur du centenaire du corps des gardiens de la paix que le Préfet de police, Jean Chiappe, officialise le 31 mars 1929 l’Union musicale en l’intégrant à la police municipale sous l’appellation de Musique des gardiens de la paix de Paris. 

### Les premiers chefs
Jules Bleu dirige la formation lors de sa création officielle. Denis Roussel lui succède puis Félix Coulibeuf en 1938. Les premiers mois de l’occupation, les musiciens se voient dispersés dans différents services de la Préfecture de police, mais en 1942, la formation se reconstitue et organise son propre réseau de résistance sous la responsabilité d’André Houllier, clarinette basse. À cette époque, la Musique des gardiens de la paix constitue la seule phalange musicale officielle à Paris. 
Le 24 août 1944, c’est elle qui fait retentir, dans la cour d’honneur de la Préfecture de police, la Marseillaise qui y était proscrite depuis quatre années. Cette cérémonie est également l’occasion pour la Musique de se souvenir du tribut qu’elle a payé à cette guerre, dont trois de ses membres : Philippe Chevrier, sous-brigadier, 42 ans, fusillé par des soldats allemands ; Georges Prévot, gardien de la paix, 33 ans, mort en déportation au camp de Dora ; Émile Sitterlin, gardien de la paix, 31 ans, tué lors d’un acte de résistance. 
La guerre terminée, la Musique des gardiens de la paix reprend ses activités artistiques et se produit avec succès en France et à l’étranger sous la direction de Félix Coulibeuf, premier prix du Conservatoire de Paris et ancien chef de musique des armées.

### L'ère Désiré Dondeyne
Le 21 juillet 1954, Désiré Dondeyne (1921-2015) prend ses fonctions à la tête de la formation. Avec Désiré Dondeyne, les musiciens de la formation voient arriver une personnalité musicale de premier plan, clarinette solo de la Musique de l'Air, titulaire de sept premiers prix du Conservatoire de Paris. La première œuvre mise au pupitre est l’ouverture Manfred de Schumann. Le statut principal de policier en « compagnie de réserve » ne facilitant guère le travail de fond d’une formation musicale, la reconnaissance arrive en 1962 sous la forme d’un arrêté préfectoral instaurant un double statut de policier affecté à une spécialisation de musicien sans autre activité. Depuis, la Musique des gardiens de la paix recrute au plus haut niveau des conservatoires nationaux. 
Durant 25 ans, Désiré Dondeyne mène une triple action. Il développe une politique ambitieuse d’enregistrements discographiques, sans équivalent alors parmi les formations de ce type, avec plus d’une centaine de disques qui sont édités en près de 20 ans sous des labels tels Erato, Decca, Philips, Barclay : au répertoire, des marches militaires, mais aussi des premières mondiales au disque, comme l’Hymne funèbre de Florent Schmitt, la Symphonie funèbre et triomphale d’Hector Berlioz (1958), l’intégrale des œuvres pour harmonie de chambre de Richard Strauss (1979). 
Il promeut un répertoire original oublié dont la Musique des gardiens de la paix possède dans ses archives les partitions : la Marche Funèbre d’Adolphe Adam, A Glorious Day d’Albert Roussel, Prométhée de Gabriel Fauré ou encore les Dionysiaques de Florent Schmitt. Parallèlement à ce travail d’exhumation, Désiré Dondeyne entame de fructueuses collaborations avec des compositeurs de son temps, à commencer par Serge Lancen dont il crée nombre de pièces originales : Marche de concert, Manhattan Symphony, Rapsodie symphonique ou Symphonie de Paris ; Ida Gotkovsky figure également au programme de l’orchestre avec la création en 1963 de la Symphonie pour 80 instruments à vent ; Ginette Keller et son Concerto pour trompette ; Enyss Djemil et la suite Fêtes bretonnes ; André Jolivet et sa Suite transocéane. En 1970, la Musique rend hommage dans un concert au « Groupe des Six » : Georges Auric, Arthur Honegger, Francis Poulenc, Darius Milhaud, Germaine Tailleferre et Louis Durey, en présence des trois derniers. Le concert comprend deux premières auditions publiques et deux créations mondiales de ces compositeurs. 
Il assure la promotion de la formation musicale à travers de nombreux concerts parisiens : instauration des concerts dans les parcs et jardins de la capitale, réception de chefs d’État et de souverains dans les salons de l’Hôtel de Ville, concerts dans les principales églises et les grandes salles de concert, salle Gaveau, salle Pleyel, Palais des congrès. La renommée de la formation la conduit à se produire très régulièrement en province et notamment dans le Nord, berceau de la musique d’harmonie, ainsi qu’à l’étranger (Allemagne, Pays-Bas, Italie, Luxembourg).

### Après Dondeyne
En 1981, après près de trois ans d’intérim assuré par Roger Dournel, Claude Pichaureau (1940) prend la tête de la formation. Cette personnalité musicale d’envergure, titulaire de cinq premiers prix du Conservatoire national supérieur de musique de Paris, compositeur et professeur dans cet établissement, inscrit son action dans les traces de ses prédécesseurs, développant particulièrement les activités musicales de la formation ainsi que les conditions matérielles de celle-ci. Il est assisté dans sa tâche par François Boulanger (1961) qui lui succède et poursuit ce parcours de 1991 à 1995. Il est assisté de François Carry, chef de musique adjoint et de Jean-Jacques Charles, tambour-major, chef de la Batterie-Fanfare. Louis Tillet prend la direction de la formation jusqu’en 1999. En 2000, François Carry (1947), chef de musique adjoint, assure un intérim remarqué de 10 mois jusqu’à l’arrivée de Philippe Ferro (1967), qui conduit jusqu’en 2008 une politique exemplaire de développement de la formation.
Les activités auprès des scolaires se structurent notamment sous la forme de prestations hebdomadaires auprès des écoles primaires de la capitale, de nombreux concerts se déploient à Paris, en région parisienne et sur l’ensemble du territoire national ; les relations avec l’étranger s’intensifient avec la participation très régulière de la formation aux éditions du Festival International des Musiques de Police organisé par le quotidien japonais Mainichi, permettant à l’orchestre d’harmonie et à la Batterie-Fanfare de partir en 2001, 2005 et 2006 à Tokyo, Fukushima, Aïchi et Hong Kong. La discographie s’étoffe de douze nouvelles productions discographiques saluées par la critique. De plus, dans la droite lignée de son illustre prédécesseur Désiré Dondeyne, Philippe Ferro assure le renouvellement du répertoire musical en créant régulièrement de nouvelles œuvres aussi bien de jeunes compositeurs (Maxime Aulio, Jean-Philippe Vanbesselaere, Mico Nissim) que de talents déjà reconnus (Ida Gotkovsky, Vladimir Cosma, Michel Merlet, Jacques Castérède, Roger Boutry).
En 2008, Pierre Walter succède à Philippe Ferro, et est secondé par Pascale Jeandroz. Tous deux quittant la formation en 2011, Jean-Jacques Charles (1966) en assure la direction intérimaire à partir de janvier 2012 jusqu'en juillet 2014, date à laquelle Gildas Harnois (1974) est nommé à la tête de l'institution. Jean-Jacques Charles est nommé chef en second et Laurent Douvre (1992) prend en décembre 2018 les fonctions de Tambour-Major.

## Aujourd'hui

### Une formation à la rencontre des plus jeunes
Depuis 1998, les musiciens de la formation se produisent auprès d’élèves des classes de CM1 et CM2, avec deux types de prestations :
- les concerts hebdomadaires[8] : en petites formations qui vont du trio d’anches au petit ensemble de batterie-fanfare d’une quinzaine de musiciens, ces séances sont organisées tous les lundis en partenariat avec l’Éducation nationale[9]. À raison d’une ou deux séances par école réunissant 5 ou 6 classes, les musiciens présentent aux enfants des écoles élémentaires leur mission au sein de la préfecture de Police, l’institution elle-même, ainsi que leur métier de musicien.
- les concerts civiques[10] : organisés en partenariat avec les missions de prévention et de communication des commissariats de Paris et de la petite couronne, ces prestations se déroulent en priorité dans des salles de concert ou des théâtres, lieux rares et source d’émerveillement pour les plus jeunes. Ainsi, depuis 2000, des concerts civiques ont été organisés à l’Opéra-Comique, au Grand Rex, dans l’amphithéâtre de la Sorbonne, au théâtre Sylvia Montfort, dans la salle Olympe de Gouges (11e).

Chaque saison, ce sont environ 8500 enfants qui reçoivent la visite d’une formation de la Musique des gardiens de la paix. Par ailleurs, la formation accompagne régulièrement, au titre du devoir de mémoire, des chœurs d’enfants dans le cadre de cérémonies protocolaires sous l’Arc de Triomphe. Des actions sont régulièrement menées auprès des plus jeunes dans le cadre de l’opération « Ville-Vie-Vacances ».

### Le soutien aux pratiques orchestrales en milieu scolaire
Depuis 2005, la Musique des gardiens de la paix est le premier ensemble professionnel à avoir établi un partenariat avec l’association « Orchestre à l’école », chargée de la promotion et de la démocratisation de la pratique musicale en milieu scolaire. Dans le cadre de ce partenariat, la préfecture de Police a signé une convention de mise à disposition d’instruments réformés de la Musique des gardiens de la paix. En 2006, ce sont 18 instruments remis en état qui ont été attribués à des orchestres partenaires comme celui de l’Orchestre du collège Pierre de Ronsard de Tremblay-en-France. En 2008, ce sont 20 instruments qui ont été mis à disposition des orchestres partenaires. En 2016, ce sont encore 20 instruments qui ont été mis à la disposition des associations « Passeurs d’arts » et « Kiosque à musique ».

### La formation de musiciens de haut niveau
La Musique des gardiens de la paix entretient depuis plusieurs saisons un partenariat avec le Conservatoire national supérieur de musique de Paris, ainsi que les Conservatoires à Rayonnement Régional de Paris et Boulogne-Billancourt à travers une collaboration avec les classes d’instruments :  saxophone, flûte, trombone mais également de direction. Le partenariat avec la classe d’orchestration prévoit également la mise à disposition de l’orchestre d’harmonie pour l’enregistrement d’œuvres écrites par les étudiants. 